# Marie Blachère
Pour les articles homonymes, voir Blachère.
Marie Blachère est une chaîne française de boulangerie. Elle compte plus de 830 boutiques en 2025 en France.

## Historique
Marie Blachère est une société du Groupe Blachère, fondée en 2004 par Bernard Blachère et ses enfants Marie et Jean Blachère.
La première boutique ouvre en 2004 à Salon-de-Provence. Elles se multiplient rapidement : la 100e est inaugurée en février 2011, la 200e en septembre 2013. Un premier point de vente hors de France ouvre en mars 2014 à Messancy (Belgique).
Sur la saison 2014-2015, Marie Blachère sponsorise l'équipe de football du Nîmes Olympique, après avoir été sur le maillot de l'AC Arles-Avignon en 2009-2010.
En 2016, Marie Blachère devient une franchise et en juin 2019, la 504e boutique ouvre.
L'entreprise ne possède pas d'usine centralisant la production, qui est faite « sur place ».

## Structure juridique
La chaîne est animée par les sociétés : 
- SAS Boulangeries BG[8].
- SAS Côté Boulange[9].
- Café Marie[réf. nécessaire]

## Controverses
Marie Blachère est parfois décriée à cause de la concurrence qu'elle fait aux artisans boulangers traditionnels : prix cassés, ingrédients standardisés via l'ajout d'additifs, emplacement dans des zones industrielles très visibles.
En 2017, des salariés se sont mis en grève. Parmi leurs revendications, les grévistes déplorent l'absence de récompense aux employés malgré le chiffre d'affaires en constante augmentation, ainsi que le manque de direction tant au niveau des ressources humaines que matérielles.
En 2018, l'association L214 réclame à Marie Blachère l'arrêt de l'utilisation d'œufs pondus par des poules en batterie. Le groupe leur répond qu'il s'y est déjà engagé depuis 2017.
L'enseigne est également critiquée pour l'utilisation d'additif d'origine animale sans avertir ouvertement les consommateurs[réf. nécessaire].